# Енці
Е́нці (самоназва сомату або пе-бай; застаріла російська назва єнісейські самоєди рос. енисейские самоеды) — самодійський автохтонний народ у пониззі Єнісея на півночі Євразії (Росія).

## Етноніми
Етнонім енці є екзонімом, що штучно був запроваджений у 1930-ті рр. Г.Н.Прокофьєвим, і є похідним від енецького енете / еннече «людина, чоловік».
Тундрові енці називали себе сомату, лісові — пе-бай (лісові баї), або за назвами родів.

## Територія проживання і чисельність
Енці живуть переважно на території колишніх Усть-Єнісейського, Дудінського, Авамського районів Таймирського району (кол. Таймирський автономний округ). В наш час[коли?] енці проживають у декількох змішаних за національним складом поселеннях в гирлі Єнісея, а також декілька осіб у адміністративному центрі — містечку Дудінка.
Енці — одна з найнечисельніших корінних північних народностей. Динаміку змін чисельності російських енців ілюструє Таблиця чисельності енців (1926—2010), складена на основі даних, отриманих в ході переписів, однак слід обмовитись, що загалом енці не обраховувалися в переписах 1959 і 1979 років, і тому дані є оціночними і/або неповними:
| Рік  | Чисельність, осіб |
| ---- | ----------------- |
| 1926 | 378               |
| 1959 | 18 (?)            |
| 1962 | 300 ~ 400         |
| 1979 | бл. 300           |
| 1989 | 209               |
| 2002 | 237               |
| 2010 | 227               |

За даними перепису чисельності населення Росії 2010 року кількість енців склала 227 осіб.
Після розпаду СРСР в Україні за даними перепису населення 2001 року виявилось, що в країні енцями себе назвали 26  осіб, з числа яких аж 18 (понад 2/3) вказали енецьку рідною мовою, тоді як російську такою вважали втричі менше (6 осіб).
Т.ч. загальна кількість енців у світі (в Росії та Україні) — 253 особи.

## Спорідненість, мова і релігія
Мовно і культурно енці близькі до інших самодійців, в першу чергу, ненців і нганасанів.
До сер. XX ст. енецька мова вважалась діалектом ненецької; за переписами 1959 і 1979 рр. енців ураховували в складі ненців або нганасанів. Зливаючись з ненцями і нганасанами, енецька мова належить до самодійських мов уральської мовної родини.
Енецька мова поділяється два діалекти: тундровий і тайговий (лісовий, пебай). Енецькою володіють бл. 150 осіб. Усі носії мови є людьми старших поколінь. Для переважної більшості енців основними мовами спілкування є російська і/або ненецька мови. Мова є безписемною.
Вірники серед енців — православні; про давніші шаманістські вірування зберігаються лише неясні згадки.

## Історія і субетонси

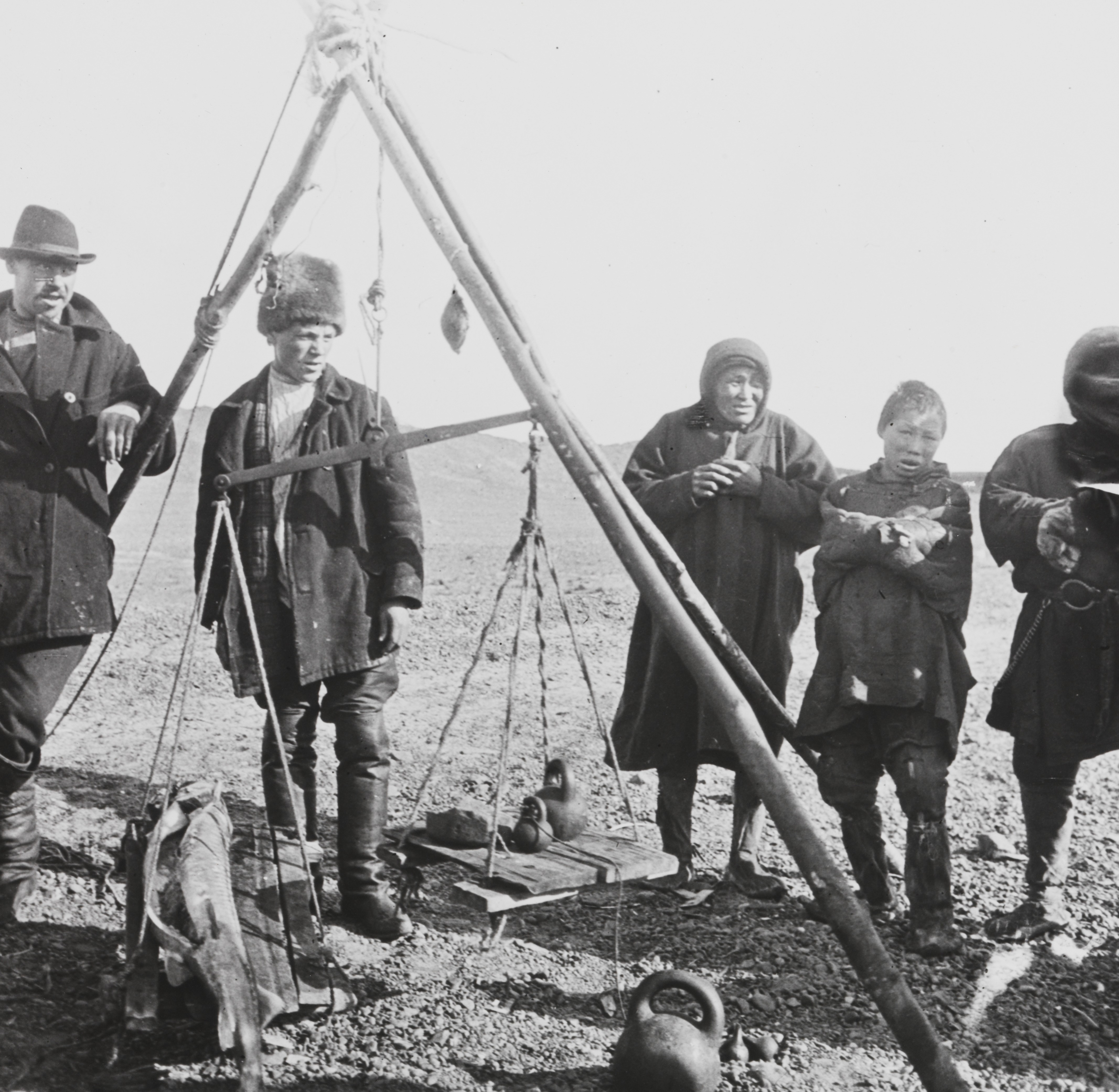
Енці (1913)

Тундрові енці (хантайські самоєди) платили ясак у Хантайському зимів'ї (зараз вони складають приблизно 2/3 усіх енців). Влітку вони кочували в тундрах між Єнісеєм і річкою Пурою; взимку ж відкочовували південніше в лісотундру між річкою Мала Хета і озером Пясіно. Ця група складалася з декількох великих родових об'єднань (Сомату, Бай, Муггаді) і мала самоназву сомату-онейеннече. Решта енців називали їх маду (родичі по дружині).
Лісові енці (карасинські самоєди) платили ясак у Карасинському зимів'ї і постійно кочували в лісовій смузі на південь від Дудінки. У їхній склад входили родові групи Муггаді, Ючі і низка родин групи Бай.
Етнографічну специфіку цих обох груп багато в чому втрачено, і зараз вони розглядаються як етно-територіальних підрозділів етносу.

## Господарство і суспільство
Основні традиційні заняття енців — оленярство і мисливство (на оленів, хутрових звірів тощо).
Комплексне оленярсько-промислове господарство енців потребувало гнучкої системи організації соціуму, основи якого базувалися як на принципах спорідненості, так і на територіальних зв'язках.
Панівну роль у енецькому суспільстві відіграє чоловік — мисливець і оленяр. Жіноча активність зводиться до хатньої господарки.
Кількісний склад родин енців ніколи не був великим через високий рівень дитячої смертності. Більшою мірою віталось народження хлопчика/ів. При народженні йому давали ім'я—прізвисько, що було пов'язане з його зовнішністю, обставинами або ситуацією народження, порою року тощо.

## Побут і культура
Основний тип житла енців — чум, водночас має низку відмінностей від загальносамодійського і є подібний на той, що побутує у нганасанів.
Вкупі з чумом, у енців і нганасанів побутував спільний комплекс вбрання. Історично він походить від розпашного одягу з вшитим нагрудником. Традиційне вбрання у 2 груп енців незначно різниться між собою, адже у південніших (лісових) енців більшого поширення набув ненецький одяг. Т.ч. більш архаїчним (первинним) є комплекс вбрання тундрових енців.
У енців був розвинутий усний фольклор — міфологічні казки, перекази, побутові історії і народні оповідання, записав і оприлюднив (видав) які, додавши також дані власних етнографічних розвідок і польових досліджень, російський етнограф Б.О.Долгіх.

## Виноски
1. ↑  Енці на www.ethnology.ru («Етнонаціональні спільноти Росії» [Архівовано 13 листопада 2007 у Wayback Machine.] (рос.)
2. ↑  Енці на www.eki.ee, «Червона книга» народів Російської імперії [Архівовано 4 серпня 2011 у Wayback Machine.] (англ.)
3. ↑  дані В.Васильєва
4. ↑  Всеукраїнський перепис населення 2001 року / Національний склад населення, громадянство / Розподіл населення за національністю та рідною мовою[недоступне посилання](укр.)[недоступне посилання з липня 2019]